# 長島城
長島城（ながしまじょう）は、伊勢国桑名郡長島（現在の三重県桑名市長島町）にあった日本の城。長島藩の藩庁が置かれた。

## 概要
長島城の起源は、寛元3年（1245年）、藤原道家が館を築いたことにさかのぼる。文明14年（1482年）、北勢四十八家の一人、伊藤重晴によって城が再建された。元亀元年（1570年）、一向宗・願証寺の住職・証意（蓮淳の曽孫）によって伊藤氏一族が追放され、長島一向一揆の拠点となった。その後、織田信長によって攻略され、滝川一益の居城となった。賤ヶ岳の戦い後、織田信雄の居城となるが、1586年の天正地震で天守が倒壊するなど甚大な被害を受けたため、清洲城に移った。
江戸時代に入ると、菅沼氏が2万石で当地に封じられ、長島城を改修し藩庁として用いた。元和7年（1621年）、菅沼氏が移封されると、長島藩は廃藩となり、長島城も一時廃城となった。
慶安2年（1649年）、久松松平家の松平康尚が那須藩より1万石をもって入り、長島藩が再興された。元禄15年（1702年）には、4代将軍家綱の生母の弟増山正利の子の正弥（まさみつ）が常陸下館より2万石で移され、以後8代続き明治維新に至った。この間に城郭は順次拡大されたが、天守は上げられなかった。
明治5年（1872年）、廃藩置県と共に廃城となった。

## 遺構
現在、城跡は長島中部小学校・長島中学校の敷地となり、遺構の大半は失われたが、東側に石垣および堀が残る。建造物としては、大手門が蓮生寺（長島町又木）に移築され現存する。奥書院が深行寺（長島町殿名）に移築されたが、平成5年に建て替えが行われ既に現存していない。また、長島中部小学校内に桑名市指定天然記念物の「大松」がある。この大松は本丸の西南隅にあったもので、樹齢三百数十年のクロマツである。